# Ракка (еялет)
37°09′30″ пн. ш. 38°47′30″ сх. д. / 37.158333333333° пн. ш. 38.791666666667° сх. д.
Еялет Ракка або пашалик Урфа (осман. ایالت رقه) — адміністративно-територіальна одиниця Османської імперії. Існував у 1586—1864 роках з площею 62,320 км². Утворився з частини еялету Діярбекір (на теперішніх землях Сирії, Туреччини та Іраку). Отримав назву за найбільшим містом провінції Раккою. У 1864 році увійшов до складу вілайєту Алеппо.

## Історія
У 1586 році після перемог султана Мурада III було утворено Раккський еялет. Його виокремлено з діярбекірської провінції. Спочатку головною метою було створено захисту Сирії та північного Іраку від військ Персії. Водночас тут під час кампанії концентрувалися війська, що рушали до Багдаду, який 1620-х роках захоплено перськими військами.
Водночас вигідне розташування міст еялету сприяло перетворенню їх на митні центри, де збиралися податки на ввезення краму з Персії та Аравії. У Рацці та Урфі розташовувалися великі базари та численні караван-сараї. Звідси товари переправлялися до Алеппо, що тривалий час до середини XVIII ст. було провідним містом Османської імперії на Близькому Сході. Боротьба за владу та постійні війни в Персії протягом 1720—1780-х років призвели, з одного боку, до зменшення ворожої загрози, з другого — до економічних складнощів.
У 1831 році внаслідок османо-єгипетської війни еялет опинився під владою Єгипту. Лише у 1840 році його було повернуто під владу османського султану. У 1864 році внаслідок адміністративно-територіальної реформи часів Танзімату еялет Ракка увійшов до складу вілайєту Алеппо.

## Структура
Еялет складався з 9 санджаків: Урфа (Санджак Паша), Ана, Ракка, Харан, Дейр-Раба, Бені-Ребіа, Джемаса, Суруч, Елязиг.

## Національно-релігійний склад
Більшість населення провінції становили араби-суніти. Тривалий час значною меншиною в еялеті були вірмени з Апостольської церкви, які створили значні громади у містах. Крім того, існували громади ассирійців та жидів.